# Phoebastria californica
Phoebastria californica ou Diomedea californica é uma ave extinta, apenas conhecida pelo seu registo fóssil do Mioceno Médio, da Cordilheira de Temblor, Sharktooth Hill, Estados Unidos da América. Pertenceria à família dos albatrozes.